# Dalila Jakupovič
Dalila Jakupović (Jesenice, 24 marzo 1991) è una tennista slovena.

## Carriera
Dalila Jakupović ha vinto 8 titoli in singolare e 19 titoli in doppio nel circuito ITF in carriera. Ha raggiunto la sua migliore posizione nel singolare WTA al numero 69 il 5 novembre 2018. Il 10 settembre 2018 ha invece raggiunto il miglior piazzamento mondiale nel doppio al numero 38, specialità nella quale vanta 2 titoli WTA.
Giocando per la Slovenia in Fed Cup, Dalila Jakupović ha un record vittorie-sconfitte di 1-4.

## Statistiche WTA

### Doppio

#### Vittorie (2)
| Legenda               | Legenda      |
| --------------------- | ------------ |
| Grande Slam (0)       |              |
| Ori Olimpici (0)      |              |
| WTA Finals (0)        |              |
| WTA Elite Trophy (0)  |              |
| Dal 2009 al 2020      | Dal 2021     |
| Premier Mandatory (0) | WTA 1000 (0) |
| Premier 5 (0)         | WTA 1000 (0) |
| Premier (0)           | WTA 500 (0)  |
| International (2)     | WTA 250 (0)  |

| N. | Data           | Torneo                  | Superficie  | Compagna         | Avversarie in finale                 | Punteggio   |
| 1. | 30 aprile 2017 | Istanbul Cup, Istanbul  | Terra rossa | Nadiia Kičenok   | Nicole Melichar Elise Mertens        | 7-6(6), 6-2 |
| 2. | 15 aprile 2018 | Copa Colsanitas, Bogotà | Terra rossa | Irina Chromačëva | Mariana Duque Mariño Nadia Podoroska | 6-3, 6-4    |

#### Sconfitte (3)
| Legenda               | Legenda      |
| --------------------- | ------------ |
| Grande Slam (0)       |              |
| Argenti Olimpici (0)  |              |
| WTA Finals (0)        |              |
| WTA Elite Trophy (0)  |              |
| Dal 2009 al 2020      | Dal 2021     |
| Premier Mandatory (0) | WTA 1000 (0) |
| Premier 5 (0)         | WTA 1000 (0) |
| Premier (0)           | WTA 500 (0)  |
| International (3)     | WTA 250 (0)  |

| N. | Data              | Torneo                    | Superficie | Compagna           | Avversarie in finale           | Punteggio   |
| 1. | 9 aprile 2017     | Monterrey Open, Monterrey | Cemento    | Nadiia Kičenok     | Nao Hibino Alicja Rosolska     | 2-6, 6(4)-7 |
| 2. | 15 ottobre 2017   | Tianjin Open, Tianjin     | Cemento    | Nina Stojanović    | Irina-Camelia Begu Sara Errani | 4-6, 3-6    |
| 3. | 28 settembre 2019 | Tashkent Open, Tashkent   | Cemento    | Sabrina Santamaria | Hayley Carter Luisa Stefani    | 3-6, 6(4)-7 |

## Circuito WTA 125

### Singolare

#### Sconfitte (1)
| N. | Data             | Torneo                  | Superficie | Rivale in finale | Risultato |
| 1. | 26 novembre 2017 | L&T Mumbai Open, Mumbai | Cemento    | Aryna Sabalenka  | 2-6, 3-6  |

### Doppio

#### Vittorie (5)
| N. | Data              | Torneo                   | Superficie  | Compagna           | Avversarie in finale               | Punteggio        |
| 1. | 5 maggio 2018     | Kunming Open, Anning     | Terra rossa | Irina Chromačëva   | Guo Hanyu Sun Xuliu                | 6-1, 6-1         |
| 2. | 5 giugno 2022     | Makarska Open, Makarska  | Terra rossa | Tena Lukas         | Olga Danilović Aleksandra Krunić   | 5-7, 6-2, [10-5] |
| 3. | 23 luglio 2023    | BCR Iași Open, Iași      | Terra rossa | Veronika Erjavec   | Irina Bara Monica Niculescu        | 6-4, 6-4         |
| 4. | 23 settembre 2023 | Parma Ladies Open, Parma | Terra rossa | Irina Chromačëva   | Anna Bondár Kimberley Zimmermann   | 6-2, 6-3         |
| 5. | 11 febbraio 2024  | L&T Mumbai Open, Mumbai  | Cemento     | Sabrina Santamaria | Arianne Hartono Prarthana Thombare | 6-4, 6-3         |

#### Sconfitte (4)
| N. | Data              | Torneo                         | Superficie    | Compagna            | Avversarie in finale               | Punteggio        |
| 1. | 12 novembre 2017  | Hua Hin Open, Hua Hin          | Cemento       | Irina Chromačëva    | Duan Yingying Wang Yafan           | 3-6, 3-6         |
| 2. | 26 novembre 2017  | L&T Mumbai Open, Mumbai        | Cemento       | Irina Chromačëva    | Victoria Rodríguez Bibiane Schoofs | 5-7, 6-3, [7-10] |
| 3. | 17 novembre 2019  | OEC Taipei Ladies Open, Taipei | Sintetico (i) | Danka Kovinić       | Lee Ya-hsuan Wu Fang-hsien         | 6-4, 4-6, [7-10] |
| 4. | 25 settembre 2021 | Columbus Challenger, Columbus  | Cemento (i)   | Nuria Párrizas Díaz | Wang Xinyu Zheng Saisai            | 1-6, 1-6         |

## Statistiche ITF

### Singolare

#### Vittorie (8)
| Torneo $100.000 (0) |
| Torneo $80.000 (0)  |
| Torneo $75.000 (0)  |
| Torneo $60.000 (1)  |
| Torneo $50.000 (0)  |
| Torneo $40.000 (0)  |
| Torneo $25.000 (6)  |
| Torneo $15.000 (0)  |
| Torneo $10.000 (1)  |

| N. | Data             | Torneo                                              | Superficie  | Avversaria in finale  | Punteggio        |
| 1. | 10 marzo 2012    | Endurance ITF Women's Tennis Tournament, Aurangabad | Terra rossa | Peangtarn Plipuech    | 6–4, 7–5         |
| 2. | 28 febbraio 2015 | Endurance ITF Women's Tennis Tournament, Aurangabad | Terra rossa | Han Xinyun            | 6(5)-7, 6-4, 6-4 |
| 3. | 9 luglio 2016    | Trofeo Mabo, Torino                                 | Terra rossa | Lina Ǵorčeska         | 7-5, 6-4         |
| 4. | 14 agosto 2016   | Hechingen Ladies Open, Hechingen                    | Terra rossa | Cindy Burger          | 6-3, 4-6, 7-6(5) |
| 5. | 25 marzo 2018    | ACT Clay Court International, Canberra              | Terra rossa | Destanee Aiava        | 6-4, 6-4         |
| 6. | 27 agosto 2023   | FaleLoki Koki Cup, Bydgoszcz                        | Cemento     | Nika Radišić          | 6–2, 6–1         |
| 7. | 10 marzo 2024    | MSLTA NDHTA ITF, Nagpur                             | Cemento     | Ku Yeon-woo           | 6-1, 6-2         |
| 8. | 17 marzo 2024    | Indore ITF World Tennis Tour, Indore                | Cemento     | Shrivalli Bhamidipaty | 6-3, 6-2         |

#### Sconfitte (13)
| Torneo $100.000 (0) |
| Torneo $80.000 (0)  |
| Torneo $75.000 (0)  |
| Torneo $60.000 (0)  |
| Torneo $50.000 (0)  |
| Torneo $40.000 (1)  |
| Torneo $25.000 (9)  |
| Torneo $15.000 (0)  |
| Torneo $10.000 (3)  |

| N.  | Data              | Torneo                                                       | Superficie  | Avversaria in finale  | Punteggio     |
| 1.  | 13 settembre 2009 | QNet ITF Open, Bangalore                                     | Cemento     | Poojashree Venkatesha | 3–6, 3–6      |
| 2.  | 30 gennaio 2011   | Jaidip Mikerjea Tennis Academy, Calcutta                     | Terra rossa | Mari Tanaka           | 4–6, 3–6      |
| 3.  | 29 aprile 2012    | Tennis Organisation, Adalia                                  | Cemento     | Elizaveta Kuličkova   | 5–7, 2–6      |
| 4.  | 14 luglio 2013    | Schönbusch Open, Aschaffenburg                               | Terra rossa | Maša Zec Peškirič     | 4-6, 4-6      |
| 5.  | 19 ottobre 2013   | Governor's Cup Lagos, Lagos                                  | Cemento     | Tadeja Majerič        | 5-7, 5-7      |
| 6.  | 26 luglio 2015    | Darmstadt Tennis International, Darmstadt                    | Terra rossa | Ysaline Bonaventure   | 3-6, 6(4)-7   |
| 7.  | 22 maggio 2016    | Internazionali Femminili di Tennis Città di Caserta, Caserta | Terra rossa | Isabella Šinikova     | 2-6, 6-4, 2-6 |
| 8.  | 26 giugno 2016    | Lenzerheide Open, Lenzerheide                                | Terra rossa | Tamara Korpatsch      | 6-4, 4-6, 2-6 |
| 9.  | 3 luglio 2016     | ITF Stoccarda, Stoccarda                                     | Terra rossa | Lina Ǵorčeska         | 2–6, 6–3, 4–6 |
| 10. | 17 luglio 2016    | Schönbusch Open, Aschaffenburg                               | Terra rossa | Anna Kalinskaja       | 3-6, 6-2, 2-6 |
| 11. | 30 maggio 2021    | Krka Open Otocec, Otočec                                     | Terra rossa | Miriam Kolodziejová   | 0-6, 2-6      |
| 12. | 10 ottobre 2021   | Team Ascension's Pro Women's Open, Redding                   | Cemento     | Catherine Harrison    | 1-6, 1-6      |
| 13. | 4 febbraio 2024   | Indore ITF World Tennis Tournament, Indore                   | Cemento     | Polina Kudermetova    | 6-3, 2-6, 0-6 |

### Doppio

#### Vittorie (19)
| Torneo $100.000 (0) |
| Torneo $80.000 (0)  |
| Torneo $75.000 (0)  |
| Torneo $60.000 (7)  |
| Torneo $50.000 (0)  |
| Torneo $40.000 (2)  |
| Torneo $25.000 (7)  |
| Torneo $15.000 (0)  |
| Torneo $10.000 (3)  |

| N.  | Data             | Torneo                                                   | Superficie    | Partner                    | Rivali in finale                        | Risultato              |
| 1.  | 19 giugno 2009   | ITF Women's Circuit Melilla, Melilla                     | Cemento       | Zuzana Zlochová            | Lucia Kovarčíková Davinia Lobbinger     | 6-2, 6-4               |
| 2.  | 28 gennaio 2011  | Jaidip Mikerjea Tennis Academy, Calcutta                 | Terra rossa   | Nicole Clerico             | Ankita Raina Poojashree Venkatesha      | 6-3, 6-1               |
| 3.  | 9 marzo 2012     | Endurance ITF Women's Tennis Tournament, Aurangabad      | Terra rossa   | Sarah-Rebecca Sekulic      | Peangtarn Plipuech Varunya Wongteanchai | 6-1, 6-3               |
| 4.  | 14 novembre 2015 | Slovak Open, Bratislava                                  | Cemento (i)   | Anne Schäfer               | Michaela Hončová Chantal Škamlová       | 6(5)-7, 6-2, [10-8]    |
| 5.  | 12 dicembre 2015 | Al-Solaimaneyah Women's Future, Il Cairo                 | Terra rossa   | Valentina Ivachnenko       | Martina Caregaro Réka Luca Jani         | w/o                    |
| 6.  | 8 luglio 2016    | Trofeo Mabo, Torino                                      | Terra rossa   | Lina Ǵorčeska              | Alice Matteucci Sofia Šapatava          | 6–3, 6-3               |
| 7.  | 5 gennaio 2018   | City of Playford Tennis International, Città di Playford | Cemento       | Irina Chromačëva           | Junri Namigata Erika Sema               | 2–6, 7–5, [10–5]       |
| 8.  | 23 marzo 2018    | ACT Clay Court International, Canberra                   | Terra rossa   | Priscilla Hon              | Makoto Ninomiya Miyu Katō               | 6-4, 4-6, [10-7]       |
| 9.  | 28 maggio 2022   | Città di Grado Tennis Cup, Grado                         | Terra rossa   | Alëna Fomina-Klotz         | Eudice Chong Liang En-shuo              | 6-1, 6-4               |
| 10. | 16 luglio 2022   | Liepāja Open, Liepāja                                    | Terra rossa   | Ivana Jorović              | Emily Appleton Prarthana Thombare       | 6-4, 6-3               |
| 11. | 29 aprile 2023   | Istanbul Cup, Istanbul                                   | Terra rossa   | Irina Chromačëva           | Priscilla Hon Valerija Strachova        | 7-6(3), 6-4            |
| 12. | 13 maggio 2023   | Zagreb Ladies Open, Zagabria                             | Terra rossa   | Valentini Grammatikopoulou | Carole Monnet Antonia Ružić             | 6-2, 7-5               |
| 13. | 19 agosto 2023   | Wroclaw Open, Breslavia                                  | Terra rossa   | Ekaterine Gorgodze         | Weronika Ewald Daria Kuczer             | 6-4, 4-6, [10-7]       |
| 14. | 26 agosto 2023   | FaleLoki Koki Cup, Bydgoszcz                             | Cemento       | Nika Radišić               | Zuzanna Pawlikowska Malwina Rowińska    | 6–4, 6–2               |
| 15. | 5 novembre 2023  | Heraklion Women's, Heraklion                             | Terra rossa   | Irina Bara                 | Oana Gavrilă Sapfo Sakellaridi          | 3-6, 7-6(6), [10-8]    |
| 16. | 9 marzo 2024     | MSLTA NDHTA ITF, Nagpur                                  | Cemento       | Irina Bara                 | Ku Yeon-woo Justina Mikulskytė          | 6(8)-7, 7-6(5), [10-7] |
| 17. | 16 febbraio 2025 | REWE PETZ Ladies Open, Altenkirchen                      | Sintetico (i) | Marie Benoît               | Emily Appleton Isabelle Haverlag        | 7-5, 7-6(6)            |
| 18. | 30 maggio 2025   | Villach Ladies Open, Villaco                             | Terra rossa   | Nika Radišić               | Jasmijn Gimbrère Rasheeda McAdoo        | 6–4, 6–4               |
| 19. | 19 luglio 2025   | ITS Cup, Olomouc                                         | Terra rossa   | Nika Radišić               | Rutuja Bhosale Zheng Wushuang           | 6–4, 6–1               |

#### Sconfitte (21)
| Torneo $100.000 (1) |
| Torneo $80.000 (0)  |
| Torneo $75.000 (0)  |
| Torneo $60.000 (2)  |
| Torneo $50.000 (1)  |
| Torneo $40.000 (0)  |
| Torneo $25.000 (9)  |
| Torneo $15.000 (0)  |
| Torneo $10.000 (8)  |

| N.  | Data              | Torneo                                         | Superficie    | Partner                | Rivali in finale                           | Risultato         |
| 1.  | 30 agosto 2008    | KELAG Ladies Open, Pörtschach am Wörther See   | Terra rossa   | Sofija Kovalec         | Barbara Hellwig Sandra Klemenschits        | 6–2, 2–6, [7–10]  |
| 2.  | 11 luglio 2009    | AEGON Pro Series Felixstowe, Felixstowe        | Erba          | Sarah-Rebecca Sekulic  | Jocelyn Rae Jade Windley                   | 1–6, 0–6          |
| 3.  | 8 agosto 2009     | ITF Women's Circuit New Delhi, Nuova Delhi     | Cemento       | Ashmitha Easwaramurthi | Aleksandra Kolesničenko Emily Webley-Smith | 2–6, 4–6          |
| 4.  | 28 agosto 2010    | KELAG Ladies Open, Pörtschach am Wörther See   | Terra rossa   | Vivienne Vierin        | Evelyn Mayr Julia Mayr                     | 4–6, 1–6          |
| 5.  | 16 ottobre 2010   | Events Group ITF Women's Circuit, Ain Elsokhna | Terra rossa   | Valentine Confalonieri | Iveta Gerlová Lucie Kriegsmannová          | 1–6, 4–6          |
| 6.  | 19 marzo 2011     | Zuerioberland Open, Fällanden                  | Sintetico (i) | Anja Prislan           | Xenia Knoll Amra Sadiković                 | 3–6, 3–6          |
| 7.  | 26 novembre 2011  | GD Tennis Cup, Adalia                          | Terra rossa   | Sarah-Rebecca Sekulic  | Diana Enache Daniëlle Harmsen              | 1–6, 3–6          |
| 8.  | 15 giugno 2013    | Jolie Ville Golf Women's, Sharm el-Sheikh      | Cemento       | Kyra Shroff            | Sowjanya Bavisetti Anna Morgina            | 1–6, 6–3, [6–10]  |
| 9.  | 13 settembre 2013 | Trabzon Cup, Trebisonda                        | Cemento       | Ani Amiraghyan         | Oksana Kalašnikova Aleksandra Krunić       | 2-6, 1-6          |
| 10. | 9 giugno 2014     | Hungarian Open, Budapest                       | Terra rossa   | Kateřina Kramperová    | Réka Luca Jani Irina Chromačëva            | 4-6, 5-7          |
| 11. | 11 luglio 2016    | Schönbusch Open, Aschaffenburg                 | Terra rossa   | Lu Jiajing             | Nicola Geuer Anna Zaja                     | 4-6, 4-6          |
| 12. | 24 giugno 2016    | Darmstadt Tennis International, Darmstadt      | Terra rossa   | Anita Husarić          | Valentini Grammatikopoulou Anna Kalinskaja | 4-6, 1-6          |
| 13. | 10 giugno 2017    | Open GDF SUEZ de Marseille, Marsiglia          | Terra rossa   | Dalma Gálfi            | Natela Dzalamidze Veronika Kudermetova     | 6(5)–7, 4–6       |
| 14. | 9 ottobre 2021    | Team Ascension's Pro Women's Open, Redding     | Cemento       | Lu Jiajing             | Mirjam Björklund Katie Swan                | 3-6, 6-1, [3-10]  |
| 15. | 5 novembre 2022   | PAF Open, Haabneeme                            | Cemento (i)   | Arantxa Rus            | Malene Helgø Suzan Lamens                  | 2-6, 1-6          |
| 16. | 18 marzo 2023     | Canberra Claycourt International, Canberra     | Terra rossa   | Priscilla Hon          | Elysia Bolton Alexandra Bozovic            | 6-4, 5-7, [11-13] |
| 17. | 28 ottobre 2023   | Republican Girls, Istanbul                     | Cemento (i)   | Anita Wagner           | Ekaterina Jašina Anastasija Zacharova      | 3-6, 4-6          |
| 18. | 11 maggio 2024    | Empire Slovak Open, Trnava                     | Terra rossa   | Sabrina Santamaria     | Veronika Erjavec Tamara Zidanšek           | 4-6, 4-6          |
| 19. | 27 ottobre 2024   | Kayseri Women's, Kayseri                       | Cemento       | Ankita Raina           | Isabella Barrera Aguirre Abigail Rencheli  | 3-6, 6-2, [6-10]  |
| 20. | 27 giugno 2025    | Città di Tarvisio Tennis Cup, Tarvisio         | Terra rossa   | Nika Radišić           | Aneta Kučmová Daria Kuczer                 | 6–2, 1-6, [11-13] |
| 21. | 10 agosto 2025    | Ladies Open Amstetten, Amstetten               | Terra rossa   | Nika Radišić           | Feng Shuo Liang En-shuo                    | 6-4, 4-6, [0-10]  |